# Max Hecker

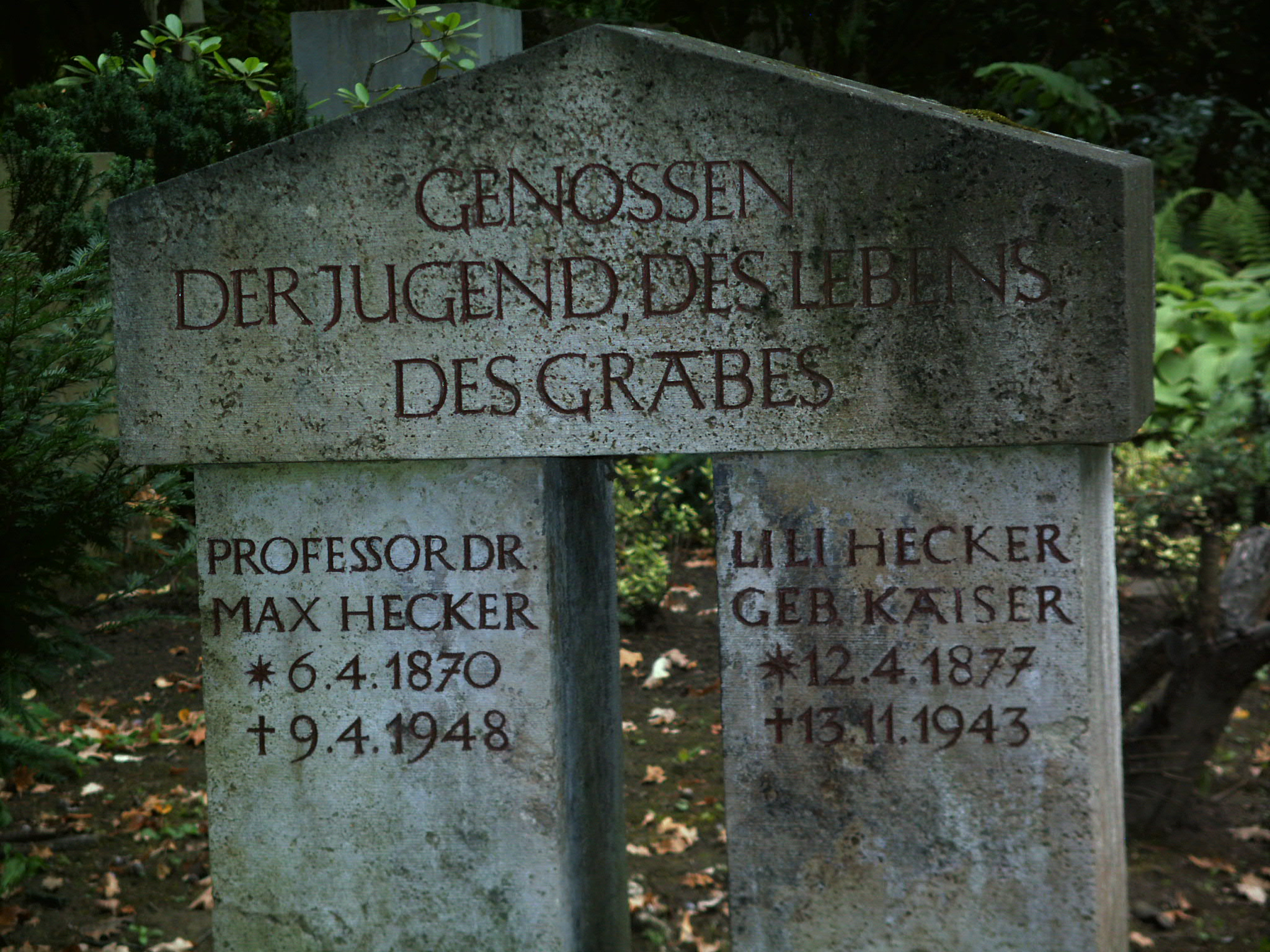
Heckers grav i Weimar.

Max Franz Emil Hecker, född den 6 april 1870 i Köln, död den 9 april 1948 i Weimar, var en tysk filolog.
Hecker, som tidigt erhöll professors namn, var arkivarie vid Goethe- und Schiller-Archiv i Weimar och var huvudsakligen verksam på Goethefilologins område som utgivare. Han redigerade bland annat flera delar i den stora Weimarupplagan av Goethes skrifter samt Jahrbuch der Goethe-Gesellschaft. Bland hans kolleger märks Bernhard Suphan och Julius Wahle.